# 伯耆町有線テレビジョン放送
伯耆町有線テレビジョン放送（ほうきちょうゆうせんてれびじょんほうそう）は、鳥取県西伯郡伯耆町（溝口地区）をエリアとするケーブルテレビ局。伯耆町企画課・町づくり推進室が運営している。現在は、事実上中海テレビ放送（以下、中海テレビ）の自主放送チャンネルのひとつである。
2005年1月1日に鬼の里テレビ溝口から改称した。旧局名は、伯耆町が日本最古の鬼伝説のまちであることに由来している。

## 所在地
- 伯耆町役場企画課・町づくり推進室
  - 鳥取県西伯郡伯耆町吉長37番地3（伯耆町役場本庁舎（旧岸本町））
- 有線テレビジョンセンター
  - 鳥取県西伯郡伯耆町宇代891番地

加入者の各種手続きについては、分庁舎でもあつかう
- 伯耆町役場溝口分庁舎なのはな生活課総合窓口室
  - 鳥取県西伯郡伯耆町溝口647番地（旧溝口町）

## 歴史
- 1997年4月1日 - 溝口町町営の鬼の里テレビ溝口として開局。
- 2005年1月1日 - 岸本町・溝口町が新設（対等）合併して伯耆町となったため、伯耆町有線テレビジョン放送に改称。これに伴い、自主放送チャンネルの「鬼の里ちゃんねる」は「伯耆町自主放送チャンネル」に改称。「岸本町自主放送チャンネル」も「伯耆町自主放送チャンネル」に統合された（岸本町のケーブルテレビ施設は中海テレビの放送サービスが実施されていた）。
- 2006年10月1日 - 地上デジタル放送を開始（NHK鳥取総合・NHK鳥取教育・NHK松江総合・山陰放送・山陰中央テレビ・日本海テレビ）。
- 2010年1月 - 町広報誌「広報ほうき」（2010年2月号）および町公式サイト等で、4月からの中海テレビのデジタル多チャンネルサービスの導入の予定を公表（中海テレビの加入契約により利用する制度への移行予定）。
- 2010年4月 - 新規加入申し込みを停止。
- 2011年3月 - 中海テレビへの移行期間が終了。
- 2011年7月 - テレビ再送信サービス終了。これにより、伯耆町自主放送チャンネルが中海テレビの自主放送チャンネルのひとつとなる。

## サービスエリア
- 鳥取県西伯郡伯耆町（溝口地区）
  - 自主制作番組は、中海テレビの放送サービスが実施されている「岸本地区のケーブルテレビ施設」でも放送されている。

## 主な放送チャンネル
ここでは中海テレビに移行前のチャンネルについて記述する。現在のチャンネルは中海テレビ放送#主な放送チャンネル参照。

### 地上波系列別再送信局
| NHK-G              | NHK-E   | NTV          | ANN             | JNN      | TXN | FNS            | YOU13 |
| ------------------ | ------- | ------------ | --------------- | -------- | --- | -------------- | ----- |
| NHK松江(D) NHK鳥取 | NHK鳥取 | 日本海テレビ | 瀬戸内海放送(A) | 山陰放送 |     | 山陰中央テレビ |       |

- A アナログのみ。
- D デジタルのみ。

### テレビ局
BS・CSデジタル放送は伯耆町有線テレビジョン放送では未実施で、中海テレビにより実施されている。
| アナログ | デジタル | ID | 放送局                         |
| -------- | -------- | -- | ------------------------------ |
| 8        | 011      | 1  | 日本海テレビ                   |
| 12       | 021      | 2  | NHK鳥取教育                    |
| 6        | 031-0    | 3  | NHK鳥取総合                    |
|          | 031-1    | 4  | NHK松江総合                    |
| 9        | 051      | 5  | 瀬戸内海放送                   |
| 10       | 061      | 6  | 山陰放送                       |
| 1        | 081      | 8  | 山陰中央テレビ                 |
| 3        | 113      |    | 伯耆町自主放送チャンネル       |
| 4        |          |    | NHK BS                         |
| 18       |          |    | NHKBShi                        |
| 17       |          |    | BS日テレ                       |
| 16       |          |    | BS朝日                         |
| 13       |          |    | BS-i                           |
| 15       |          |    | BSジャパン                     |
| 14       |          |    | BSフジ                         |
| 19       |          |    | スペースシャワーTV             |
| 20       |          |    | J sports 2                     |
| 21       |          |    | ムービープラス                 |
| 22       |          |    | ディスカバリーチャンネル       |
| 23       |          |    | 放送大学テレビ                 |
| 24       |          |    | キッズステーション             |
| 25       |          |    | WOWOW                          |
| 27       |          |    | 衛星劇場                       |
| 26       |          |    | グリーンチャンネル（有料）     |
| 5        |          |    | グリーンチャンネル（無料のみ） |

- （テレビ局チャンネル・公式サイトファイル）

### ラジオ局
| 周波数(MHz) | 放送局           |
| ----------- | ---------------- |
| 77.4        | V-air            |
| 84.0        | NHK鳥取FM        |
| 88.8        | NHK鳥取ラジオ第1 |

- パススルーでのFMラジオ放送は溝口地域のみの提供となっている。

## 今後、加入者が求められる対応
2010年4月以降2011年3月までの期間内に、中海テレビの加入と伯耆町有線テレビジョン放送の脱退の手続きをとることとなる。デジタル多チャンネルサービスの利用を希望しない加入者は、2011年3月までであれば割安の再送信コースに移行できる。それ以降は中海テレビの多チャンネルサービスのみとなる。